# Final Fantasy Adventure
Final Fantasy Adventure (яп. 圣 剣 伝 説 ~ ファイナル ファンタジー 外伝 ~) — гра, випущена компанією Square (нині Square Enix) у 1991 році для ігрової приставки Game Boy у Японії. Оригінальна японська назва: «Легенда про Святого Мечі».
Гра має мало спільного з основною серією Final Fantasy, та дала початок відомої серії ігор Seiken Densetsu, які видаються і до цього дня.

## Сюжет
Сюжет гри оповідає про Темного Лорда, які прагне отримати владу над Деревом Мани та оволодівши його силою завоювати весь світ. Йому протистоїть головний герой гри, колишній гладіатор при його дворі.
На відміну від інших ігор серії Final Fantasy, в цій грі бої відбуваються в реальному часі.
В Україні гра ніколи не видавалася, але існують версії з фанатським перекладом.